# Penisola Calcidica

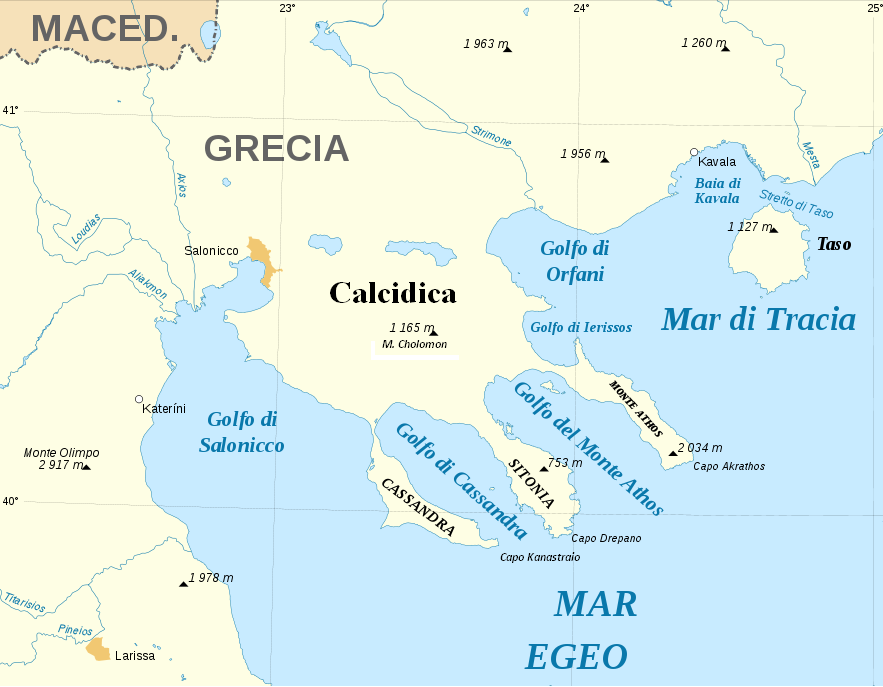
Penisola Calcidica nell'Egeo nord-orientale

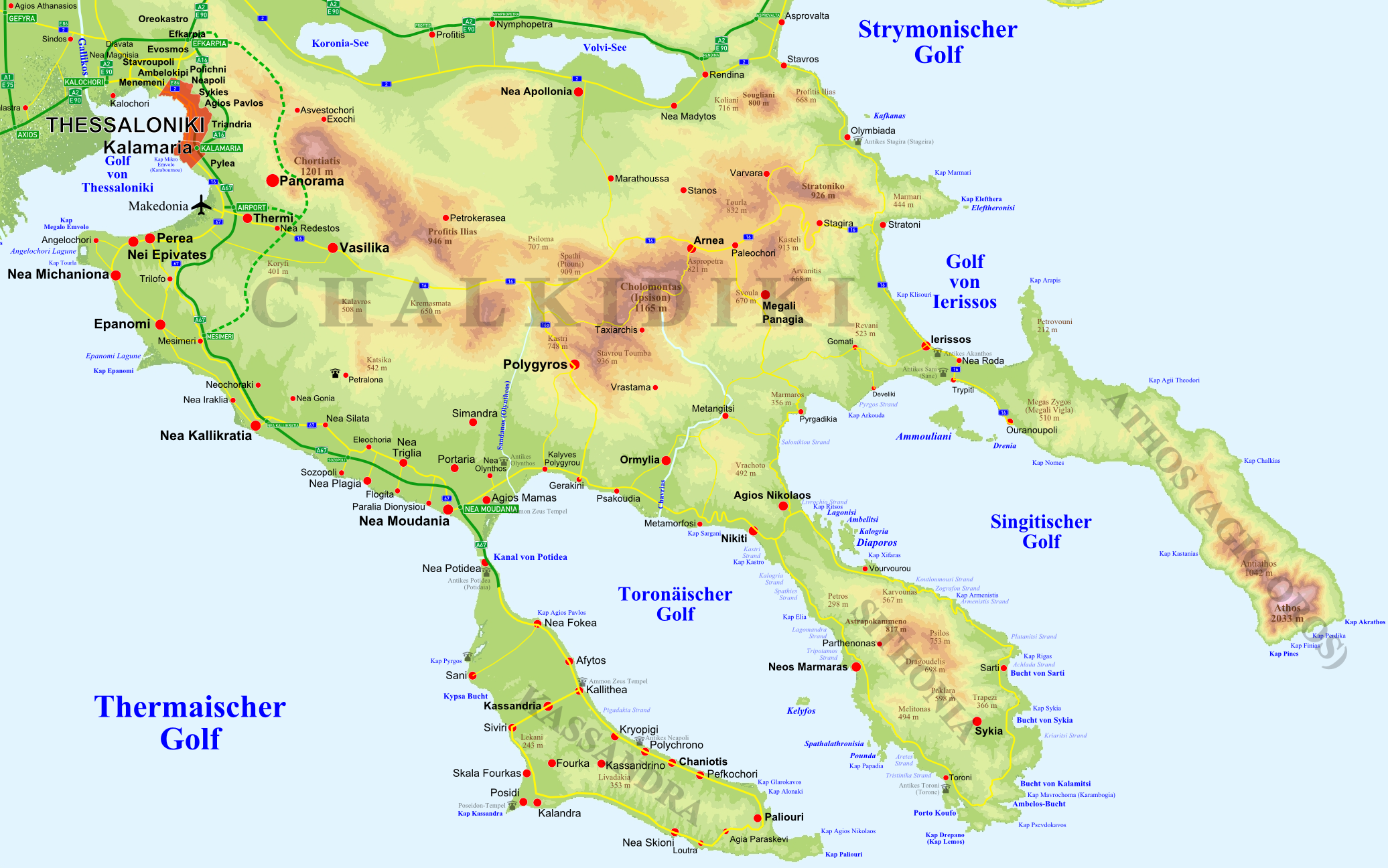
Mappa topografica della Calcidica

La penisola Calcidica, o semplicemente Calcidica, è una penisola che si trova nel sud-est della regione balcanica. La penisola, che ha una superficie di circa 4400 km², si protende nel Mar Egeo settentrionale, in direzione sud-est, fra il golfo di Salonicco a ovest ed il golfo di Orfani a est. Politicamente la Calcidica appartiene alla Grecia e fa parte della regione amministrativa (o "periferia") della Macedonia Centrale. Il suo nome deriva dalla città di Calcide nell'isola di Eubea che nel VII secolo a. C e IV secolo a.C. vi fondò diverse colonie.

## Geografia
La penisola è costituita da una parte settentrionale prevalentemente montuosa, che è il collegamento con la retrostante penisola balcanica, ed una parte meridionale formata da tre propaggini lunghe e strette che si protendono verso il mar Egeo formando le penisole minori di Cassandra a ovest, Sitonia al centro e Agion Oros o Monte Athos a est. Queste penisole formano a loro volta il golfo di Cassandra detto anticamente golfo di Toroneo (fra Cassandra e Sitonia) ed il golfo del Monte Santo, detto anche golfo Singitico (fra Sitonia e Monte Athos).

### Zona settentrionale

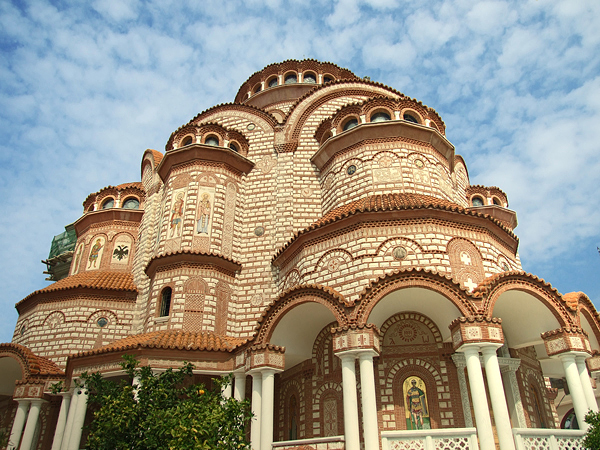
Chiesa in Nea Moudania

La parte settentrionale della penisola è caratterizzata da una zona interna montuosa che si sviluppa in direzione nord-est. Le montagne più alte di questa zona sono il Chortiatis (1 201 m.) anticamente detto Kissos, all'estremo nord-orientale che può essere considerato un punto di demarcazione della penisola, ed il monte Cholomon (1 165 m.), nella zona centrale. La zona montagnosa va digradando verso la costa occidentale che si affaccia sul golfo di Salonicco ove si trovano anche la maggior parte dei centri abitati. Nella parte nord, a ridosso della via Egnatia nuova si sviluppa una zona pianeggiante lunga e stretta orientata est - ovest, che separa la Calcidica dal resto della Macedonia, nella quale si trovano i laghi di Koroneia a ovest e Volvi a est. Le principali città sono:
- Epanomi, Nea Kallikratia, Nea Moudania, sulla costa occidentale;
- Ierissos, Stratoni, Stavros, sulla costa orientale;
- Polygyros, Paleochori, Arnaia, Galatista, Ormylia, Apollonia, Mega Panaria, Panorama, Thermi, nella zona interna.

### Penisola di Cassandra

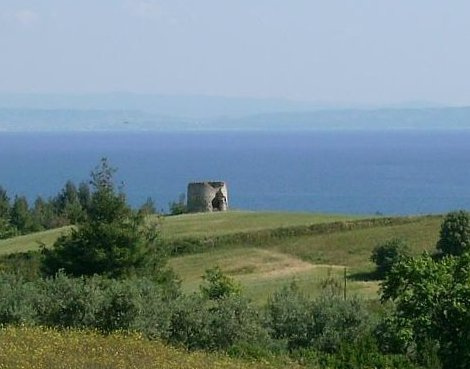
Mulino a vento nel villaggio di Pefkochori

La penisola di Cassandra, detta anticamente Pallene, o anche Flegra (da cui l'aggettivo italiano flegreo), si sviluppa per circa 50 km a partire dal canale di Potidea che la separa dalla parte settentrionale della Calcidica. La parte a nord è pianeggiante e vi viene praticata intensamente l'agricoltura. Procedendo verso sud il territorio assume un andamento collinare che non supera mai i 400 m s.l.m. Su queste colline erano presenti abbondanti boschi che tuttavia sono stati fortemente compromessi da alcuni incendi avvenuti nel 2006. La punta sud della penisola è il capo Kanastraio. Le principali città sono:
- Nea Potidea, a nord, presso il canale omonimo, che affaccia sia sul golfo di Salonicco, che su quello di Cassandra;
- Nea Fokea, Afytos, Kallithea, Pefkochori, Paliouri, sulla costa orientale;
- Kalandra, Nea Skioni, sulla costa occidentale;
- Kassandra, nella zona centrale.

### Penisola di Sitonia

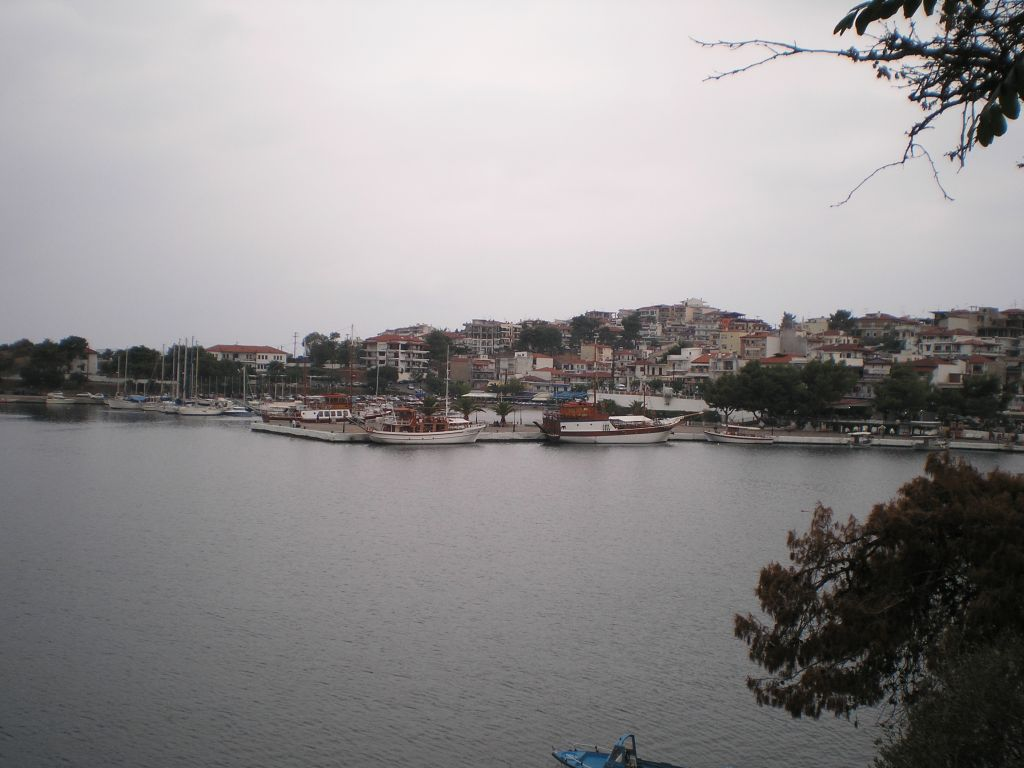
Neos Marmaras

La penisola di Sitonia, detta anticamente Longos, è lunga circa 40 km ed è percorsa dalla catena montagnosa dei monti Itamos (o Dragountelis) che raggiunge la massima altitudine nella zona centrale con il monte Astrapokamméno (753 m). L'area montagnosa è quasi completamente ricoperta di boschi di conifere. La conformazione della penisola fa sì che essa sia caratterizzata da una costiera molto ripida dove si aprono spesso della baie raggiungibili solo dal mare. La punta meridionale è chiamata Capo Drepano.
Le principali città sono:
- Nikiti, Neos Marmaras, Toroni, Porto Koufo, sulla costa occidentale;
- Agios Nikolaos, Sarti, Sykia, sulla costa orientale.

Sulla costa occidentale è situata anche la località di Porto Carras, dotata tra l'altro di un grande porto turistico, due hotel a 5 stelle e numerosi impianti sportivi.

### Penisola di Agion Oros

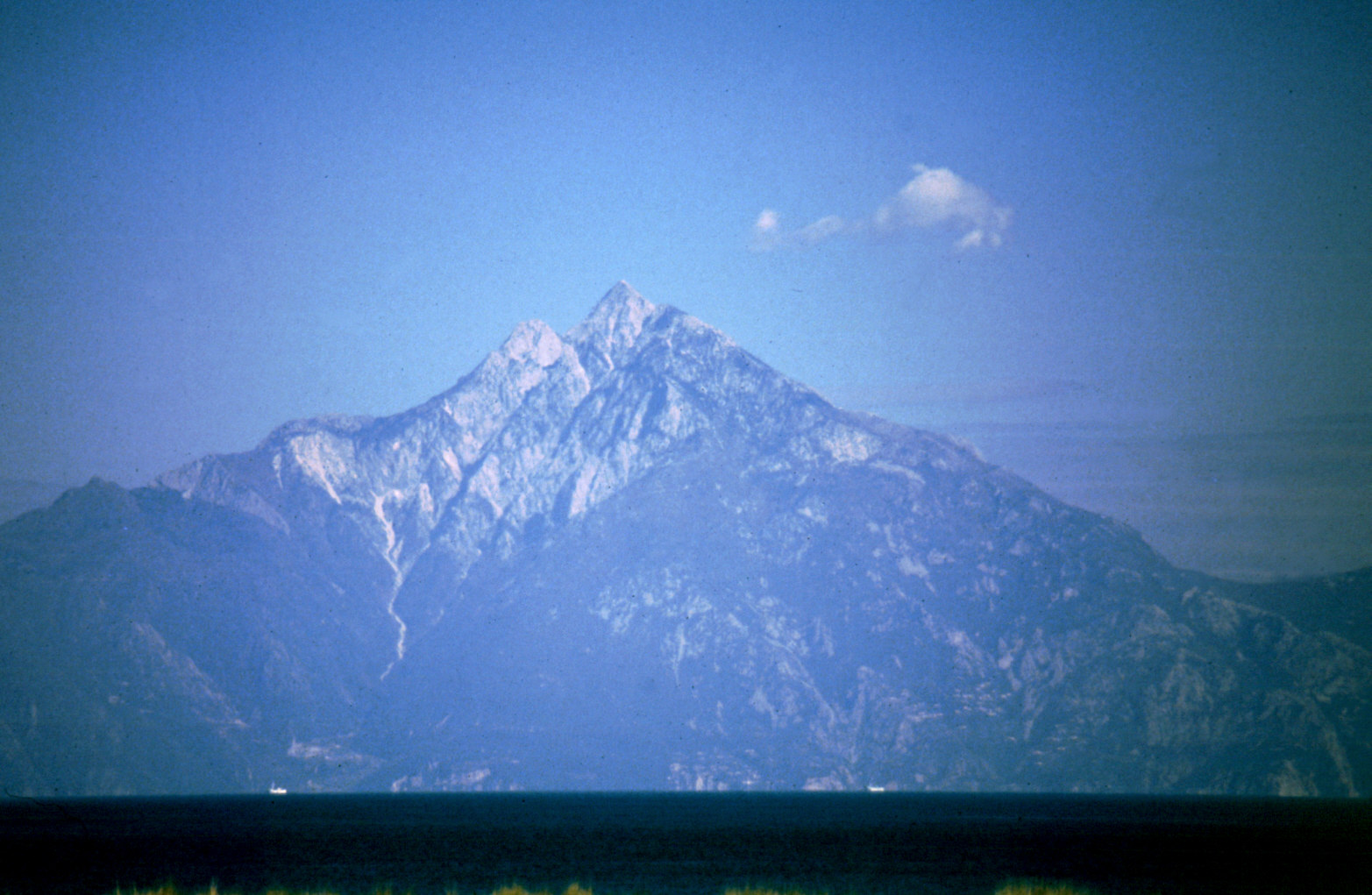
Il Monte Athos

La penisola di Agion Oros o del Monte Athos, anticamente detta Acte, si estende per circa 57 km con una larghezza dai 5 agli 8 km. È collegata al retroterra della Calcidica da una sottile striscia di terra che nel punto più stretto, dove misura poco più di 2 km, presenta ancora i resti di un canale di attraversamento dell'istmo, detto canale di Serse, risalenti nel V secolo a.C. Il resto della penisola ha un andamento montuoso con pareti che scendono verso il mare in modo piuttosto ripido. Questo carattere si accentua verso sud dove culmina sulla punta sud-est con il Monte Athos che con i suoi 2.033 m. è la cima più alta di tutta la Calcidica. Sulla costa nord-orientale, una piccola penisola si protende verso nord e forma il golfo di Ierissos.
La punta sud-est della penisola prende il nome di capo Akrathos, mentre quella sud-ovest di capo Pines. Tutta la parte centro meridionale della penisola appartiene alla Repubblica autonoma del Monte Athos ed è quindi quasi del tutto priva di centri abitati se si escludono i numerosi monasteri. Gli unici paesi in questa zona sono: Karyes, sede dell'amministrazione monastica nella zona interna centrale, ed il porto di Dafni sulla costa occidentale. Nella parte settentrionale le città principali sono:
- Trypiti, Uranopoli, sulla costa occidentale;
- Nea Roda, sulla costa orientale nel golfo di Ierissos.

### Isole

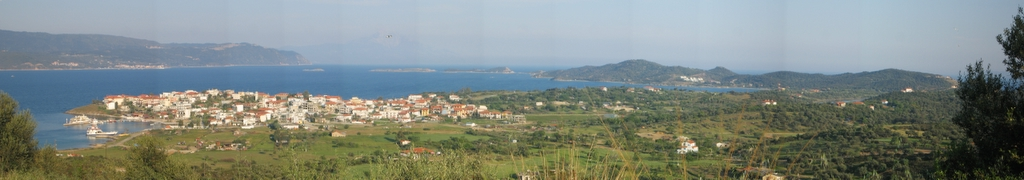
Panorama di Ammouliani

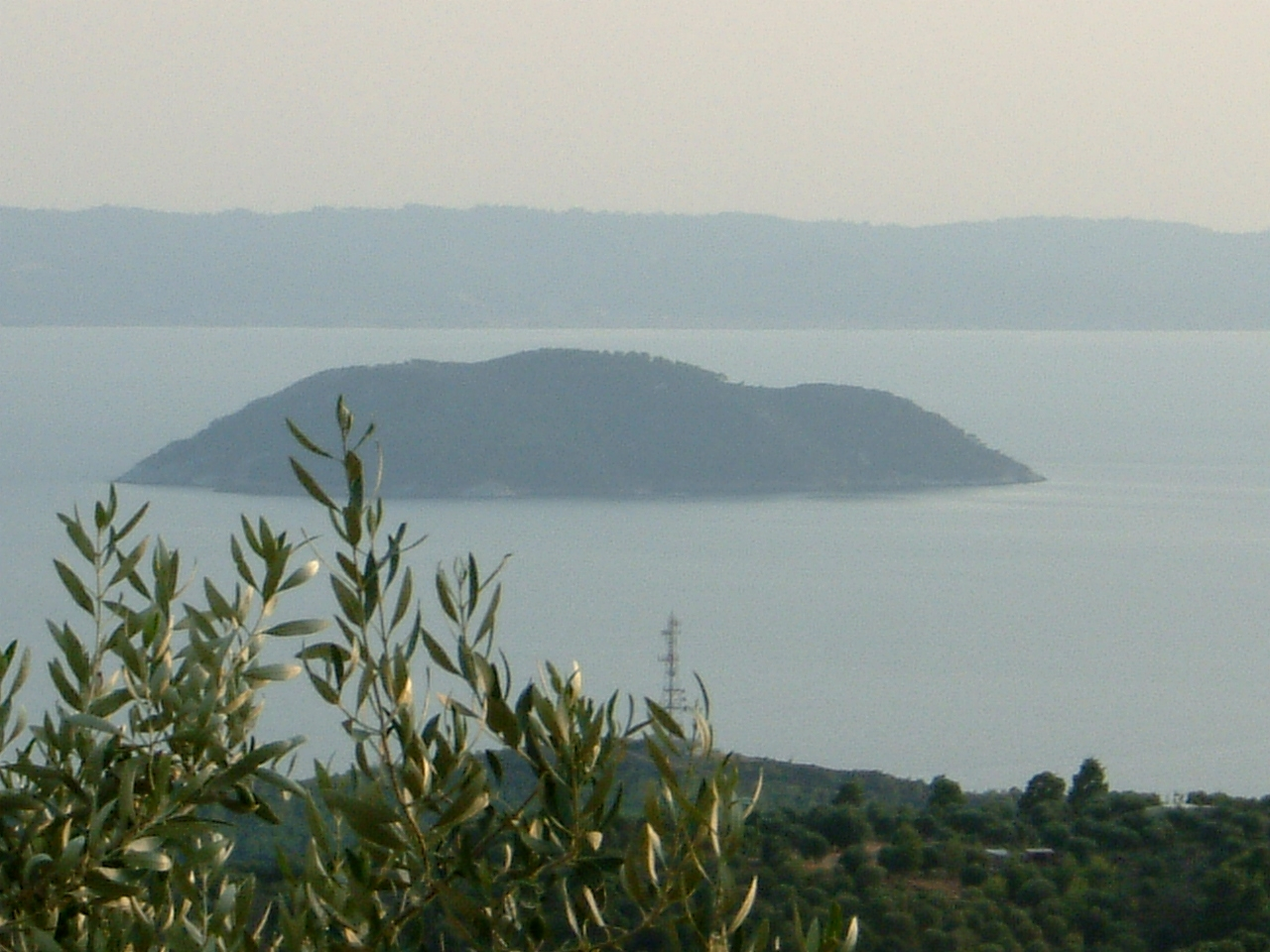
Kelyfos

Nell'area della Calcidica vi sono diverse isole, che possono essere raggruppate geograficamente in:
- isole del golfo di Monte Santo orientale: sono le più grandi. Si trovano di fronte a Uranopoli a circa 3 km dalla costa. Si tratta di tre isole maggiori ed alcuni isolotti. L'isola più grande, e l'unica stabilmente abitata è Amouliani, le altre due isolette sono dette "Isole asino" (Drenia o Artemis e Donkey o Pena).
- isole del golfo di Monte Santo occidentale: si trovano sul lato opposto del golfo, di fronte alla costa della penisola di Sitonia, fra Agios Nikolaos e Vourvourou. L'isola più grande è Diaporos (circa 3,3 km²) che tuttavia non è stabilmente abitata. Vi sono poi altri piccoli isolotti disabitati.
- isole del golfo di Cassandra: si tratta di tre isolette disabitate nella parte sud-est del golfo. La più grande è Kelifos (0,78 km²) detta anche Isola tartaruga che si trova a circa 5 km a sud-est di Neos Marmaras. Altre due piccole isole sono Spalathronisia e Kornjaca di fronte al villaggio di Galini Neos Marmaras (a circa 8 km a sud di Neos Marmaras).

## Storia
Durante la seconda guerra persiana (482-479 a.C.), i Persiani tagliarono l'istmo di Assa nella penisola Calcidica (a sud-est) per poter passare con le navi vicino alla costa. Fu scenario di guerra anche negli anni di Filippo II di Macedonia che, tra il 351 e il 348 a.C., prese Olinto, ultimo centro libero della Grecia Settentrionale e della penisola Calcidica.

### Antiche città
- Acrotoo
- Alapta
- Assa (Calcidica)
- Camace
- Caradrunte

## Suddivisioni amministrative
Dal punto di vista amministrativo la penisola Calcidica è suddivisa fra tre entità:
- la zona più a nord della parte settentrionale è occupata dalla Prefettura di Salonicco per circa 1.100 km²;
- il resto della parte settentrionale e le due penisole di Cassandra e Sitonia, sono occupate dalla Prefettura della Calcidica per circa 2.900 km²;
- la penisola di Agion Oros è occupata dalla Repubblica del Monte Athos per circa 335 km².